# Parc territorial Ovayok
Le parc territorial Ovayok, aussi appelé Uvajuq ou Mont Pelly étant donné qu'Ovayok est le nom inuinnaqtun du mont Pelly, est situé dans la région de Kitikmeot dans le territoire canadien du Nunavut à 15 km à l'est de Ikaluktutiak (Cambridge Bay). Le parc couvre une superficie de 16 km2. La parc est accessible en véhicule étant donné qu'un chemin de gravel le relie à la communauté d'Ikaluktutiak.

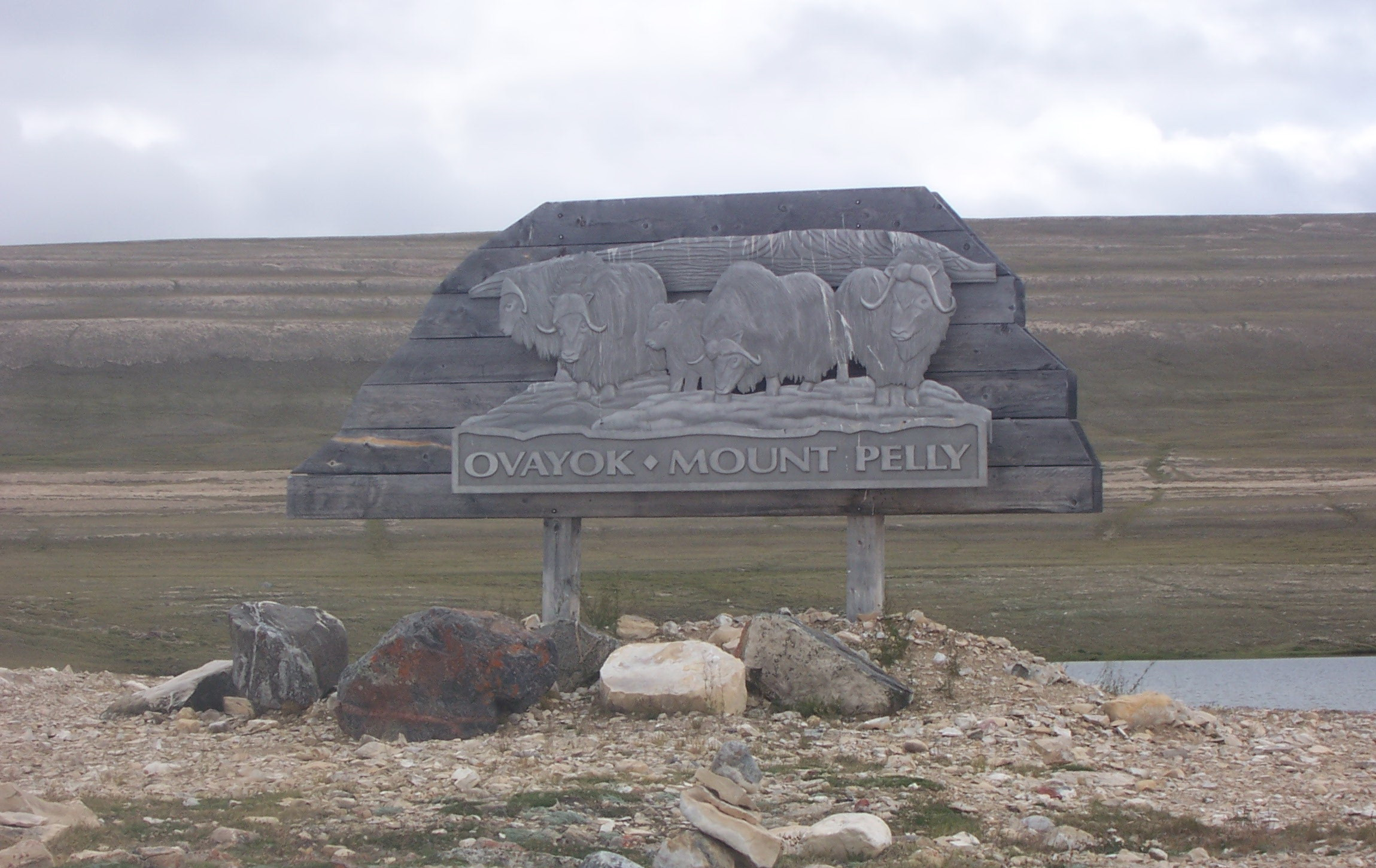
Panneau sur le site du parc

Le parc a une grande variété faunique avec une prédominance du Bœuf musqué. Il y a aussi le Caribou de la toundra, le Lièvre arctique, le Renard arctique et le Lemming commun. Il y a plusieurs lacs dans le parc et la plupart contienne l'Omble chevalier et le Touladi. Les oiseaux présents sont la Sterne arctique, le Lagopède des saules, la Bernache du Canada, le Harfang des neiges et le Grand Corbeau.
Il y a plusieurs sites archéologiques dans le parc. Ceux-ci incluent des ronds de tente et des caches de nourriture. Des camps et des artéfacts de la culture de Thulé et des Paléo-Esquimaux ont été retrouvés tout près. Ce qui suggère que la région ait été habité il y a au moins 10 000 ans.

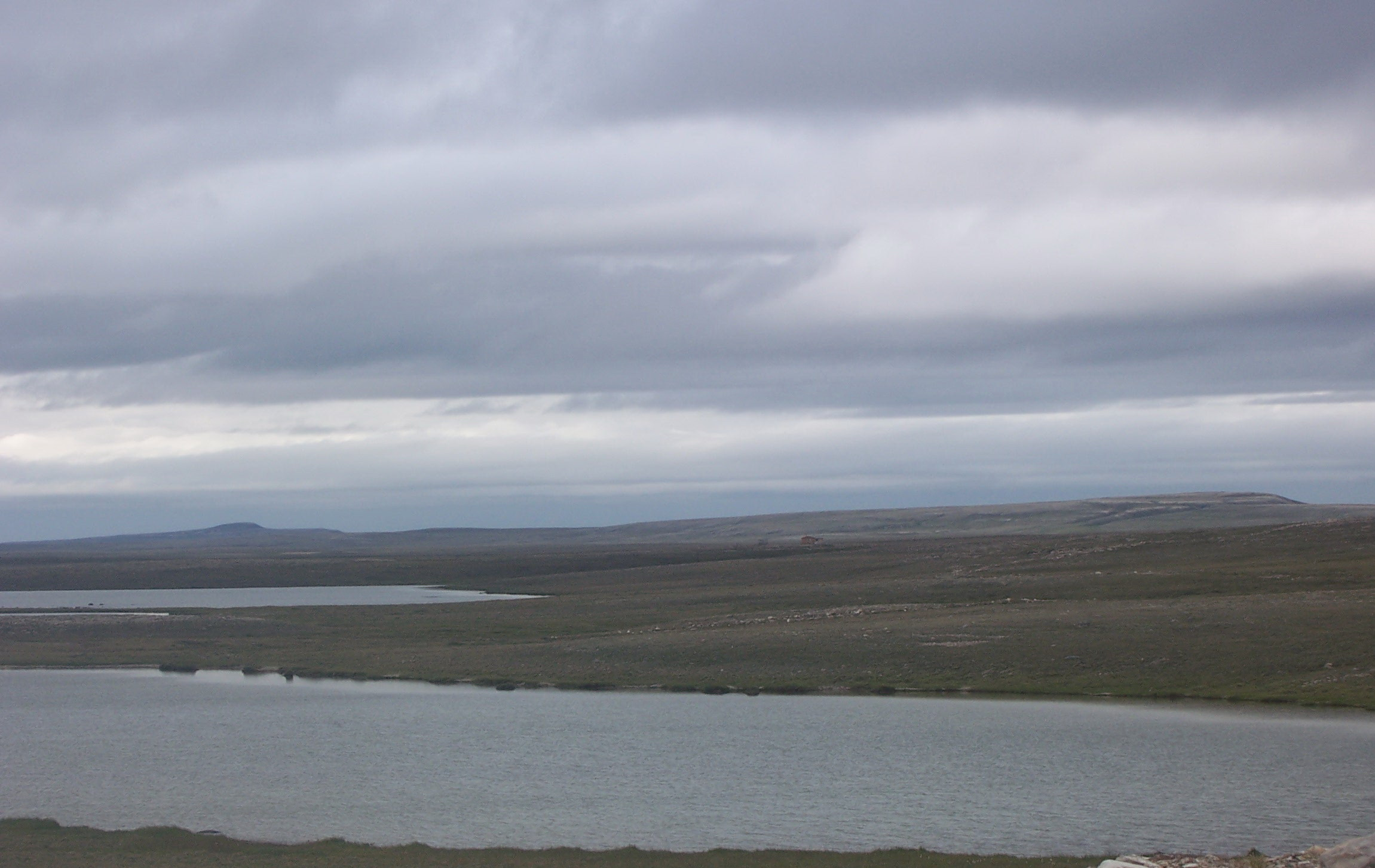
Inuuhuktu (Baby Pelly) et Amaaqtuq (Lady Pelly)

L'attrait principal du parc est l'esker brun nommé Ovayok (mont Pelly) qui a une hauteur approximative de 183 m. Après cela, il y a deux autres eskers : l'Inuuhuktu (Baby Pelly) et l'Amaaqtuq (Lady Pelly).
Une légende inuite dit que les trois monts sont une famille de géants affamés. Ils traversaient l'île Victoria à la recherche de nourriture et le père, Ovayok, meurt le premier. Ensuite, le fils, Inuuhuktu (ce qui signifie « fils » en français), meurt et est suivi par la mère, Amaaqtuq (ce qui signifie « emballage de bébé » en français, voir amauti), qui transportait son bébé.

## Annexe